# Литија
Литија (словен. Litija) град је и управно средиште истоимене општине Литија, која припада Средњесловенској регији у Републици Словенији.
По попису становништва из 2011. године насеље Литија имало је 6.467 становника.

## Природни услови
Место Литија се налази у узаној долини реке Саве, на пола пута између Љубљане и Зиданог Моста. Око града се диже горје Посавског хрибовја, где лежи и геометријски центар Словеније (GEOSS).